# Tiro nos Jogos Paralímpicos de Verão de 2012 - Carabina de ar 10 m misto SH2
A prova de carabina de ar 10 metros misto na classe SH2 do tiro nos Jogos Paralímpicos de Verão de 2012 foi disputada no dia 2 de setembro no The Royal Artillery Barracks, em Londres.

## Medalhistas
| Ouro   | KOR Kang Ju-Young         |
| Prata  | SLO Franček Gorazd Tiršek |
| Bronze | NZL Michael Johnson       |

## Resultados

### Fase de qualificação
| Pos. | Atleta                             | G | 1   | 2   | 3   | 4   | 5   | 6   | Total | Shoot-off | Notas |
| ---- | ---------------------------------- | - | --- | --- | --- | --- | --- | --- | ----- | --------- | ----- |
| =1   | FRA Tanguy de la Forest            | M | 100 | 100 | 100 | 100 | 100 | 100 | 600   |           | Q =   |
| =1   | NZL Michael Johnson                | M | 100 | 100 | 100 | 100 | 100 | 100 | 600   |           | Q =   |
| =1   | KOR Kang Ju-Young                  | M | 100 | 100 | 100 | 100 | 100 | 100 | 600   |           | Q =   |
| 4    | SRB Sinisa Vidić                   | M | 100 | 100 | 100 | 99  | 100 | 100 | 599   |           | Q     |
| 5    | SLO Franček Gorazd Tiršek          | M | 100 | 100 | 100 | 99  | 100 | 100 | 599   |           | Q     |
| 6    | FRA Raphaël Voltz                  | M | 100 | 100 | 99  | 99  | 100 | 100 | 598   | 52.7      | Q     |
| 7    | AUS Jason Maroney                  | M | 100 | 98  | 100 | 100 | 100 | 100 | 598   | 52.6      | Q     |
| 8    | KOR Jeon Young-Jun                 | M | 100 | 99  | 100 | 100 | 100 | 99  | 598   | 52.2      | Q     |
| 9    | AUS Bradley Mark                   | M | 100 | 100 | 99  | 99  | 100 | 100 | 598   | 52.1      |       |
| 10   | KOR Lee Ji-Seok                    | M | 100 | 100 | 98  | 100 | 100 | 100 | 598   | 52.0      |       |
| 11   | UKR Vasyl Kovalchuk                | M | 100 | 99  | 100 | 100 | 100 | 99  | 598   | 51.9      |       |
| 12   | CHN Yuan Hongxiang                 | M | 99  | 100 | 100 | 100 | 99  | 100 | 598   | 51.0      |       |
| 13   | GRE Evangelos Kakosaios            | M | 99  | 100 | 99  | 100 | 99  | 100 | 597   |           |       |
| 14   | RUS Sergey Nochevnoy               | M | 100 | 100 | 100 | 100 | 99  | 98  | 597   |           |       |
| 15   | ESP Juan Antonio Saavedra Reinaldo | M | 98  | 99  | 100 | 99  | 100 | 100 | 596   |           |       |
| 16   | GBR Richard Davies                 | M | 99  | 99  | 99  | 100 | 99  | 100 | 596   |           |       |
| 17   | SLO Damjan Pavlin                  | M | 100 | 100 | 99  | 99  | 99  | 99  | 596   |           |       |
| 18   | FRA Cédric Rio2                    | M | 99  | 99  | 100 | 99  | 99  | 100 | 596   |           |       |
| 19   | SRB Dragan Ristić                  | M | 99  | 100 | 99  | 98  | 98  | 100 | 594   |           |       |
| 20   | GBR Adam Fontain                   | M | 98  | 99  | 100 | 99  | 98  | 99  | 593   |           |       |
| 21   | GBR Ryan Cockbill                  | M | 99  | 97  | 99  | 99  | 99  | 99  | 592   |           |       |
| 22   | CRO Ivica Bratanović               | M | 100 | 99  | 100 | 97  | 99  | 97  | 592   |           |       |
| 23   | GRE Theodora Moutsiou              | F | 99  | 100 | 98  | 98  | 97  | 99  | 591   |           |       |
| 24   | CAN Doug Blessin                   | M | 99  | 96  | 98  | 98  | 99  | 100 | 590   |           |       |
| 25   | CRO Stanko Piljak                  | M | 97  | 100 | 97  | 98  | 99  | 97  | 588   |           |       |
| 26   | NOR Sonja Jennie Tobiassen         | F | 97  | 96  | 98  | 99  | 98  | 98  | 586   |           |       |
| 27   | AUS Luke Cain                      | M | 98  | 96  | 100 | 100 | 96  | 96  | 586   |           |       |
| 28   | ITA Massimo Dalla Casa             | M | 99  | 99  | 98  | 99  | 94  | 95  | 584   |           |       |

### Fase final
- Todos os atletas classificados para a fase final eram homens.

| Pos.   | Atleta                    | Qual. | 1    | 2    | 3    | 4    | 5    | 6    | 7    | 8    | 9    | 10   | Final | Total | Shoot-off | Notas               |
| ------ | ------------------------- | ----- | ---- | ---- | ---- | ---- | ---- | ---- | ---- | ---- | ---- | ---- | ----- | ----- | --------- | ------------------- |
| Ouro   | KOR Kang Ju-Young         | 600   | 10.8 | 10.5 | 10.9 | 10.2 | 10.6 | 10.6 | 10.8 | 10.6 | 10.1 | 10.4 | 105.5 | 705.5 |           | Recorde paralímpico |
| Prata  | SLO Franček Gorazd Tiršek | 599   | 10.7 | 10.7 | 10.5 | 10.8 | 10.5 | 10.1 | 10.6 | 10.4 | 10.6 | 10.8 | 105.7 | 704.7 | 10.8      |                     |
| Bronze | NZL Michael Johnson       | 600   | 10.7 | 10.7 | 10.5 | 10.1 | 10.8 | 10.6 | 9.8  | 10.6 | 10.4 | 10.5 | 104.7 | 704.7 | 10.3      |                     |
| 4      | SRB Sinisa Vidić          | 599   | 10.2 | 10.7 | 10.6 | 10.9 | 10.7 | 10.5 | 10.9 | 10.5 | 9.8  | 10.7 | 105.5 | 704.5 |           |                     |
| 5      | FRA Tanguy de la Forest   | 600   | 10.4 | 10.1 | 10.2 | 10.7 | 10.4 | 10.5 | 10.1 | 10.5 | 10.8 | 10.1 | 103.8 | 703.8 |           |                     |
| 6      | KOR Jeon Young-Jun        | 598   | 10.5 | 10.3 | 10.6 | 10.7 | 10.3 | 10.5 | 10.5 | 10.7 | 10.4 | 10.4 | 104.9 | 702.9 |           |                     |
| 7      | AUS Jason Maroney         | 598   | 10.9 | 10.5 | 10.6 | 10.8 | 10.1 | 10.8 | 10.0 | 10.3 | 10.4 | 10.2 | 104.6 | 702.6 |           |                     |
| 8      | FRA Raphaël Voltz         | 598   | 10.9 | 10.2 | 10.8 | 10.1 | 10.1 | 10.3 | 10.5 | 10.6 | 10.5 | 10.5 | 104.5 | 702.5 |           |                     |

Legenda
| Recorde mundial      | Recorde mundial (World record)               |                       | Recorde africano                      | Recorde africano (African) |                                           | Q | Classificado por posição (Qualified) |
| Recorde paralímpico  | Recorde paralímpico (Paralympic record)      | Recorde da América    | Recorde da América (Americas)         | q                          | Classificado por melhor tempo (Qualified) |   |                                      |
| Melhor marca do ano  | Melhor marca do ano (World leading)          | Recorde asiático      | Recorde asiático (Asian)              | DNS                        | Não largou (Did not start)                |   |                                      |
| Recorde nacional     | Recorde nacional (National record)           | Recorde europeu       | Recorde europeu (European)            | DNF                        | Não terminou (Did not finish)             |   |                                      |
| Recorde pessoal      | Recorde pessoal do atleta (Personal best)    | Recorde da Oceania    | Recorde da Oceania (Oceania)          | DSQ / DQ                   | Desclassificado (Disqualified)            |   |                                      |
| Recorde da temporada | Recorde da temporada do atleta (Season best) | Recorde sul-americano | Recorde sul-americano (South America) | NM                         | Sem marca (No mark)                       |   |                                      |